# Dagana (Bután)
Dagana, también denominado Daga, es un pueblo y la capital del homónimo distrito de Dagana, Bután. En 2005 tenía una población de 1146 personas, mientras que en 2017 contaba con 1547 habitantes.

## Cultura
El monumento más destacado de la ciudad es su dzong, una fortaleza-monasterio establecida en 1651 por Shabdrung Ngawang Namgyal, el primer hombre en unificar Bután. Este lugar histórico funciona como el centro de administración del distrito en la actualidad.

## Urbanismo y desarrollo
En 2012, la ciudad de Dagana contaba con varios problemas. Principalmente, la baja calidad de los hogares, que se tildaron de ruinosos y viejos, mostraron la situación de la población. Además, esta carecía de gestión de residuos, contenedores de basura o lugares de eliminación de desechos adecuados. Sin embargo, la cantidad de comercios aumentaron. En 2016 comenzó el desarrollo urbanístico de la ciudad. De este modo, se hicieron trabajos de adecuamiento de la topografía.